# Jérôme de Saint-Joseph
Pour les articles homonymes, voir Jérôme.
Le frère Jérôme de Saint-Joseph ((es) Gerónimo ou Jerónimo de San José), né Jérôme de Ezquerra et de Rozas (ou de Rosas) (Mallén, mai 1587 - Saragosse, le 18 octobre 1654), est un chroniqueur, poète, biographe et historien espagnol, membre de l'ordre des Carmes déchaux.
Chroniqueur officiel de l'Ordre, il rédige une Histoire de la réforme, mais se heurte à la censure qui exige des modifications du texte pour des raisons politiques. Il refuse, passe outre, et crée le scandale. Il est alors démis de ses fonctions de chroniqueur. En 1651, il rédige l'ouvrage Génie de l'histoire (Genio de la historia) qui fait date : dans cet ouvrage il indique les règles d'usage à suivre pour un historiographe, dans ses recherches de documents et la rigueur scientifique pour la rédaction des ouvrages. Il rédige également une des premières biographies de saint Jean de la Croix.
Ses ouvrages, depuis sa mort, sont régulièrement réédités, ce qui n'empêche pas certains écrits (comme La Historia del Pilar) de n'avoir jamais été publiés à ce jour.

## Biographie

### Enfance et entrée dans les ordres
Jérôme de Ezquerra et de Rozas est né en mai 1587 dans la ville de Mallén (Province de Saragosse, Espagne). Il est le fils d'un notaire de la ville, Martin Ezquerra, et d'Elizabeth de Blancas, tous deux sont d'illustre lignée.
Jérôme étudie à Huesca et Saragosse, puis enfin à Salamanque, où il étudie le droit. C'est dans cette ville qu'il entre dans l'Ordre des Carmes déchaux et y fait sa prise d'habit le 20 mai 1609. Il poursuit ses études à Ségovie (où il étudie les Arts), et revient à Salamanque pour y étudier la théologie et les écritures saintes,.

### Écrivain et historien
Souhaitant écrire l'histoire de la réforme du Carmel, il est nommé chroniqueur officiel de l'ordre par ses supérieurs religieux en 1597. Son souci de rigueur historique le pousse à rechercher les documents historiques de première main (comme les lettres et correspondances des fondateurs). Après dix années de travail, il termine son ouvrage en 1635, et présente son manuscrit à la censure de son ordre. Les censeurs interdisent la publication en l'état et l'obligent à faire de nombreuses modifications et coupes dans le texte. Le frère Jérôme refuse ces modifications,, il passe outre l'interdiction, et fait imprimer en l'état son récit historique ((es) Historia de la Reforma). Son action crée un scandale (car il est passé outre la censure), en réaction : toutes les copies du texte sont saisies et il perd sa charge de chroniqueur de l'Ordre. Si l’œuvre sera finalement rééditée deux ans plus tard, ce sera avec les « modifications » de la censure.
Cet échec ne le détourne pas de son désir d'écrire. Il propose de reprendre la biographie de Jean de la Croix Dibuxo del Venerable varón Fray Joan de la Cruz (1629) et de la rééditer dans une version plus complète en 1638. Il demande de l'éditer sous le titre Vida de San Juan de la Cruz (Vie de saint Jean de la Croix), ce qui sera finalement réalisé en 1641 sous le titre Historia del venerable padre fray Juan de la Cruz (Histoire du vénérable père Jean de la Croix), publiée à Madrid en 1641.
Cet ouvrage est divisé en sept « parties » :
- sa naissance à Fontiveros,
- son transfert à Arévalo et son installation à Medina del Campo,
- la fondation à Duruelo du premier couvent des carmes déchaux en 1568 jusqu'à son transfert à Avila,
- son arrestation et emprisonnement à Tolède (où il écrit le Cantique spirituel),
- son voyage en Andalousie et son passage à Almodóvar del Campo,
- son séjour à Beas de Segura (où il écrit La Nuit obscure),
- et enfin son séjour à Baeza et la fondation du couvent (de Baeza).

En outre, il publie en 1630 les écrits de Jean de la Croix, y compris une collection la « Déclaration des chansons traitant de l'exercice de l'amour entre l'âme et le mari Christ » ((es) Declaración de las canciones que tratan del ejercicio de amor entre el alma y el esposo Cristo), dont il change le titre en « Cantique spirituelle entre l'âme et le Christ, son époux » ((es) Cántico espiritual entre el alma y Cristo, su esposo). Ce titre sera maintenu dans toutes les futures éditions.
Dans ces œuvres, les autorités de son ordre ne l'autorisent pas à rectifier les textes, de sorte qu'ils contiennent de nombreuses altérations (par rapport aux originaux).

### Fin de vie
Prieur un court moment du couvent de Gérone, il s'installe au couvent San José de Saragosse à partir de 1641 où il passe la plupart de ses dernières années. Là, il se lie d'amitié avec d'autres poètes et écrivains comme Bartolomé Leonardo de Argensola, Lupercio Leonardo de Argensola, Vincencio Juan de Lastanosa (es), Tomás Tamayo de Vargas (es), Ramírez de Prado, Pellicer de Salas et tout particulièrement le chroniqueur Juan Francisco Andrés de Ustarroz.
Le frère Jérôme de Saint-Joseph meurt à Saragosse le 18 octobre 1654.

## Ouvrages et publications
Il compose une histoire de l'Ordre réformé du Carmel (Historia de la orden reformada del Carmen) dont seul le premier volume a été publié (1637),.
Historiographe de la réforme de l'ordre, il succède à Quiroga dans cette charge et participe à l'édition de la première publication officielle des œuvres de Jean de la Croix (édition dans laquelle le Cantique spirituel est intégré).
Il est connu pour son œuvre majeure : Génie de l'histoire (Genio de la historia) (1651), publié grâce au mécénat de Martín Abarca de Bolea y Castro, marquis de Torres. Cet ouvrage, dont la rédaction lui a été commandée par son ordre religieux, était destiné à être offert à Don Jorge Esquerra de Rozas (neveu de l'auteur, et gouverneur du royaume de Sicile) avec l’intention explicite « d'instruire et conseiller un homme politique en l'art de bien gouverner ».
Cet ouvrage met en garde contre les conditions à remplir par l'historien, y compris non contemporain des événements racontés à distance et de se libérer des questions qu'il croit « voir et savoir », être en mesure de signaler la place qui leur convient et de les examiner à tous égards avec l'esprit libre de « l'amour et de la peur ». Il insiste pour que l'historien « dépassionne l'historiographie », contrôle la vérité de son travail (jusque dans le détail), sans exagérer les réussites de ses concitoyens, ni minorer leurs actions (leurs erreurs). En ce point il contredit l'usage de l'époque de « rectifier les récits historiques dans l'intérêt des souverains espagnols ». Cette œuvre est la seule qui soit parvenue jusqu'à nous sans avoir été modifiée (par des correcteurs).
Sa seconde œuvre majeure est L'histoire du Pilar ((es)La Historia del Pilar), œuvre qui n'a jamais été éditée malgré le très grand intérêt qu'il y portait. De nombreuses vicissitudes et l'attitude négative du Cabildo del Pilar ont empêché toute publication de l’œuvre.
Certains de ses poèmes ont été recueillis et publiés en 1876. Ils suivent le modèle offert par Lope de Vega. Ces poèmes couvrent des thèmes divers : historiques, ascétiques, sonnets de circonstances. Dans ses écrits, à noter également, un éloge, et la satire intitulée Disparates de religiosos imperfectos.
De sa mort jusqu'à nos jours, ses écrits ont été régulièrement réédités, et même traduits en plusieurs langues.

## Sources
- (es) Cet article est partiellement ou en totalité issu de l’article de Wikipédia en espagnol intitulé « Jerónimo de San José » (voir la liste des auteurs).